# ER Vulpeculae
ER Vulpeculae eller HD 200391, är dubbelstjärna belägen i den norra delen av stjärnbilden Räven. Den har en varierande skenbar magnitud av 7,27 - 7,49 och kräver en kraftig handkikare eller ett mindre teleskop för att kunna observeras. Baserat på parallax enligt Gaia Data Release 3 på ca 19,8 mas, beräknas den befinna sig på ett avstånd på ca 165 ljusår (50 parsek) från solen. Den rör sig närmare solen med en heliocentrisk radialhastighet på ca -25 km/s.

## Observation
ER Vulpeculae observerades 1946 av R. J. Northcott vara en dubbelsidig spektroskopisk dubbelstjärna, vilket betyder att den är en dubbelstjärna där individuella spektra för respektive komponent är synliga. G. A. Bakos fann 1955 att den var kandidat för binär förmörkelse och dess omloppselement fastställdes 1956. Systemets ljuskurva visade en mycket kort omloppsperiod på 16,75 timmar och visade sig variera kontinuerligt mellan minima. Båda komponenterna klassificerades som huvudseriestjärnor av spektraltyp G.

## Egenskaper
Primärstjärnan ER Vulpeculae A är en gul till vit stjärna i huvudserien av spektralklass G0 V. Den har en massa som är ca 1,1 solmassa, en radie på ca 1,2 solradie och utsänder från dess fotosfär energi motsvarande 1,6 gånger solen vid en effektiv temperatur av ca 5 900 K.
Följeslagaren ER Vulpeculae B är en gul till vit stjärna i huvudserien av spektralklass G5 V. Den har en massa som är ca 1,1 solmassa, en radie på ca 1,2 solradie och utsänder från dess fotosfär energi motsvarande 1,5 gånger solen vid en effektiv temperatur av ca 5 800 K. Stjärnorna roterar kring varandra med en period av 0,698 dygn i en bana med excentricitet 0,017.

## Variation

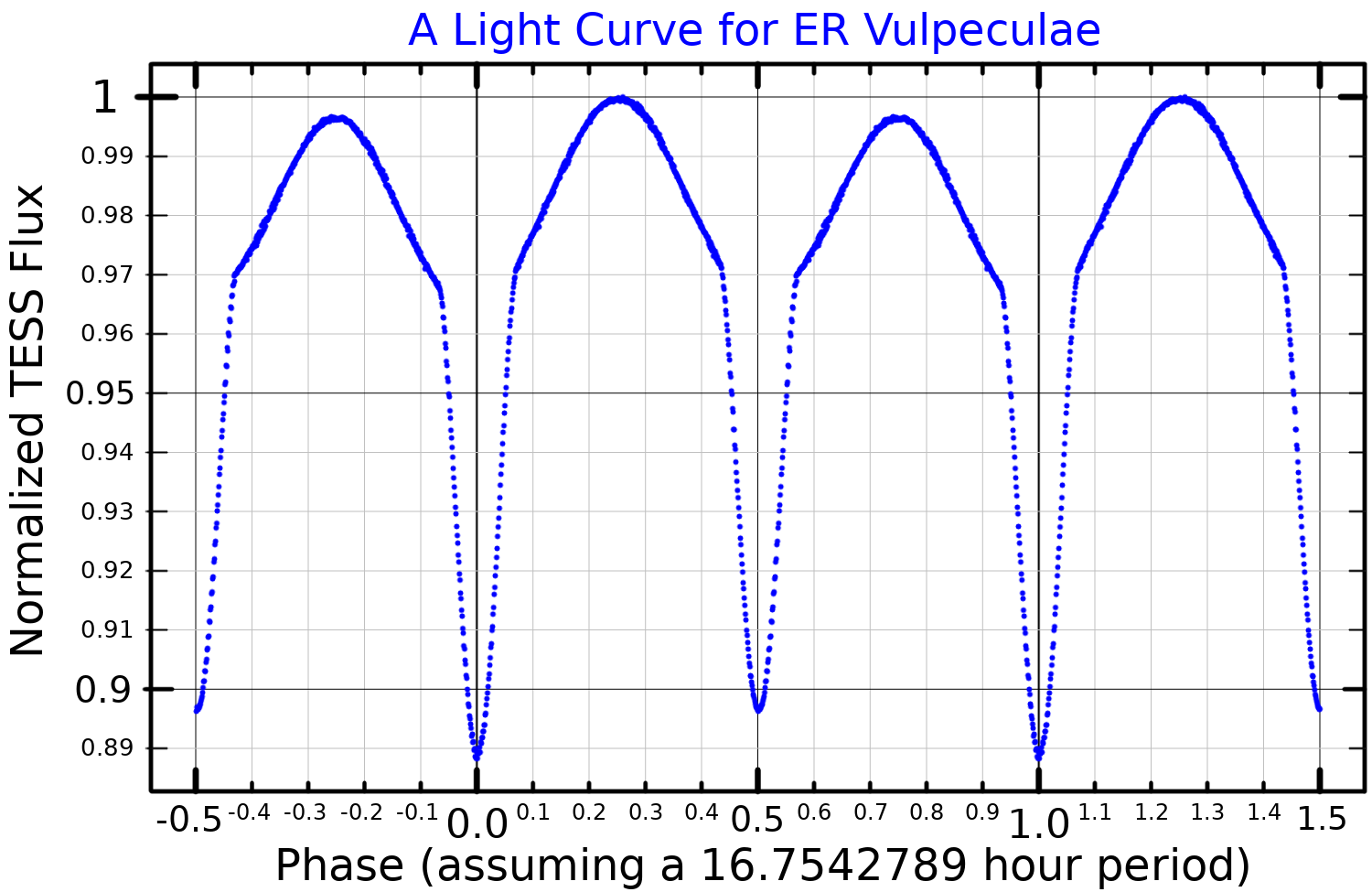
Ljuskurva för ER Vulpeculae, anpassad från TESS-data.)

Den vågiga formen på ljuskurvan för ER Vulpeculae liknar en W Ursae Majoris-stjärna för en fristående binär, vilket anger att stjärnorna inte är i direkt kontakt utan är tillräckligt nära för att gravitationsmässigt förvränga varandras form. År 1967 visade studier oförklarliga fluktuationer i ljuskurvan. H. E. Bond fann 1970 kalcium fraunhoferska linjerna i emissionspektrat. D. S. Hall klassificerade 1970 ER Vulpeculae som en kortperiodig RS Canum Venaticorum-variabel, baserat på spektraltyp och emissionslinjer. Dessa emissionslinjer antyder någon form av kromosfärisk aktivitet på stjärnan. Mörka stjärnfläckar föreslogs som en förklaring av den inneboende variationen hos dessa typer av stjärnor av H. M. Al-Naimiy, och ER Vulpeculae fastställdes vara kraftigt fläckig.
Korona kring ER Vulpeculae visades av F. M. Walter och S. Bowyer 1981 vara en stark källa till mjuk röntgenstrålning. Systemets förmörkelsekaraktär bekräftades av T. H. Kadouri 1981, med primärförmörkelsen som en ockultation. Radiostrålning upptäcktes med VLA 1992, och det visade sig vara en av de mest ljusstarka huvudseriestjärnorna som är kända i det radiobandet. På grund av gravitationssamverkan som har tvingat fram ett tidvattenlås med deras snäva bana, roterar båda stjärnorna snabbt – mer än 40 gånger solens rotationshastighet, som driver deras magnetiska dynamo. De visar de "starkaste koronala och kromosfäriska emisskionerna av alla huvudseriestjärnor av spektraltyp G".